# شهرك شهيد مطهري
شهرك شهيد مطهري (بالفارسية: شهرک شهید مطهری) هي قرية تقع في Hasanabad Rural District في إيران. يقدر عدد سكانها بـ 236 نسمة .